# Laghi (comune)
Laghi è un comune italiano di 129 abitanti della provincia di Vicenza in Veneto, situato nella Val di Ferro, tributaria della Bassa Valle del Posina, nelle Prealpi Venete. Per numero di abitanti, è il comune più piccolo della Regione.

## Geografia fisica
Laghi si trova nella parte nordoccidentale della provincia, nel cuore delle Prealpi vicentine. Si estende sull'alta val di Ferro, tributaria della valle del Posina solcata dal torrente rio Molini-Gusella (che, a valle del capoluogo, prende il nome di Zara), che in questo punto si apre formando un'ampia conca circolare. Sul fondo di questo spazio, il corso d'acqua si allarga formando due piccoli laghetti alpini (1,71 e 0,54 ha rispettivamente) sulle cui rive sorge il capoluogo comunale.
Alla valle del Ferro si aggiungono l'altopiano di Cavallaro, che ne sovrasta il versante meridionale, e le numerose valli collaterali, valli dai nomi talvolta fantasiosi e allusivi, un tempo corrispondenti ad altrettante importanti vie per raggiungere la montagna: la Val dell'Inferno, la Val Grama e la Val Dritta (dal Coston dei Laghi, dal monte Borcoletta e dal monte Maggio); la Valle Scura, la Val del Laghetto, l'altra Val Dritta, la Val Gusella e la Val Dumpe (dal monte Maggio e dal monte Gusella). La Val Gusella dà il nome al tratto di valle principale e accoglie la Val Scarabozza, che scende dal Toraro a nord del Capoluogo toccando le contrade Menara e Tretti. Qui le sue acque, alimentate da due dei quattro laghetti ancora esistenti si perdono fra i ghiaioni alluvionali. La valle allora assume il nome di Zara, che ha come tributaria di destra la Valle di Mogentale (Fioba, nel tratto inferiore) e di sinistra, un po' prima di confluire nel Posina a Castana, la Val di Tovo.
Le montagne della zona appartengono al gruppo degli Altipiani e, più precisamente, alla dorsale del Campomolon. Le cime principali si innalzano a nordest del capoluogo comunale, alla destra orografica della valle Dritta: si tratta, da nord, del monte Maggio (1853 m s.l.m.), del Coston dei Laghi (1873 m, l'altitudine massima), del monte Borcoletta (1759 m), della cima del Coston (1651 m) e del monte Maio (1499 m). Più modeste le cime a nord, che definiscono il versante settentrionale della valle del Ferro: da ovest, si ricordano il dosso Cavallone (1415 m), il monte Gusella (1553 m) e il Cimone dei Laghi (1480 m).
La valle di Laghi è un territorio ricco di scorci suggestivi: l'asprezza dei torrioni di roccia, il vario susseguirsi delle montagne, l'amenità dei prati, il verde boscoso di alcune valli, la disposizione delle contrade, la sequenza delle terrazze che dal fondovalle salgono in alto fino ad innestarsi con la roccia, testimonianze di antiche fatiche. Le aree pianeggianti sono poche, a parte il fondovalle e il piccolo altopiano di Cavallaro, dove i prati e i boschi si alternano.
In ampie zone di montagna verso il Trentino prevale il pino mugo, in altre il faggio seguito dall'abete rosso e dal larice, che domina incontrastato presso Tezze Silvestri. Il carpino nero prevale in un'area ristretta presso contrada Vanzi, il castagno da frutto occupa una discreta area dei versanti nord-ovest di Monte Gamonda convivendo col faggio.

## Storia
La storia di Laghi è strettamente connessa con quella degli antichi comuni di Posina e di Fusine, tanto che lo storico Gaetano Maccà non ne trovò traccia nella pubblicazione relativa alle "vecchie liste di comuni e ville vicentine".

### Medioevo
Verso la fine del X secolo anche la Valle dei Laghi, con la Valle Nigriera (Posina), con l'Altopiano di Tonezza e con l'Alta Valdastico, fu concessa dall'imperatore Ottone III al Vescovo di Vicenza, che a sua volta l'infeudò ai conti Velo, potente famiglia d'origine tedesca e fedelissima all'imperatore.
I primi insediamenti umani avvennero intorno al Mille: da allora a poco a poco le terre migliori vennero strappate ai boschi e trasformate in pascoli. Nel XII secolo, alla gente venuta dal sud si unirono boscaioli e minatori emigrati con le loro famiglie dalla Germania. Dell'antico idioma germanico rimane traccia nei toponimi (Gamonda, Roteche, Cruzzi, Laita, Groba, Trenca, Binchele, Dunfe), nei cognomi (Mogentale, Brunello, Peterlin, Rader, Leder) e in alcuni vocaboli del dialetto locale (finco, ripa, greppia, trincare).
Sempre soggetta ai conti Velo, seguì le sorti di Vicenza, dapprima con gli Scaligeri e i Visconti, infine sotto il dominio della Serenissima nel 1404. Verso la metà del Trecento, durante la dominazione scaligera, il territorio di Laghi fu sottoposto, sotto l'aspetto amministrativo, al Vicariato civile di Schio e tale rimase sino alla fine del XVIII secolo.

### Età moderna
Il primo avvenimento importante si ebbe nel 1462, quando i Posenati riuscirono a sottrarsi in modo abbastanza netto al controllo dei Velo, ottenendo di costituirsi in comune, dotato di patrimonio silvo-pastorale. Le comunità di Fusine, di Laghi e di Cavallara, invece, dopo ripetute istanze al governo veneto, raggiunsero la loro autonomia solo nel 1587: venivano così in parte eliminati i disagi per giungere in Valdastico. Tuttavia la nuova comunità, che aveva la sua sede a Fusine, non ebbe la vita facile, perché frequenti erano le liti, le incomprensioni, i malumori per la spartizione dei beni comuni e la distribuzione delle tasse.
Solo nel 1689 Venezia accordò anche alle due frazioni di organizzarsi in modo autonomo. Il nuovo comune di Laghi poté così trascorrere i primi cent'anni di vita sotto la Serenissima: fu un periodo privo di guerre, ma non di difficoltà e di preoccupazioni, causate dalle frequenti pestilenze e carestie, dai frequenti attacchi al patrimonio e dagli incidenti di confine. A mano a mano che la Repubblica si indeboliva, il vicino si faceva sempre più aggressivo e prepotente e il banditismo, diffuso in tutto il territorio veneto, nelle povere zone di montagna e di confine assumeva sempre maggiori proporzioni. Numerose leggende locali raccontavano di questa valle come covo di banditi che qui nascondevano i loro bottini.

### Età contemporanea
Anni ancora più duri si ebbero quando, caduta la Repubblica, si avvicendarono francesi e austriaci. Nell'estate del 1809 gli abitanti di Laghi (denominato allora "Comune di Cavallaio e Laghi"), uniti a quelli di Fusine, di Posina e degli altri comuni montani, mossero su Thiene e su Schio contro i francesi, protestando per le tasse sul macinato, per la leva obbligatoria e per tutte le altre forme di violenza esercitate dagli occupanti: al grido di "Viva S. Marco" saccheggiarono, incendiarono, bastonarono e chiesero il ritorno alle forme di vita precedenti alla caduta di Venezia; ma, tacciati di brigantaggio, gli insorti vennero dispersi e i capi duramente puniti.
Con il ritorno dell'Austria nel 1813, le cose migliorarono un poco e nel 1866, come tutto il Veneto, anche il territorio di Laghi fu annesso al Regno d'Italia. Continuò però fino agli inizi del Novecento la miseria derivante dalla povertà dei luoghi, dalle tasse ingiuste, da malattie endemiche, dall'emigrazione verso i paesi d'oltremare.
Allo scoppio della Grande Guerra, Laghi venne a trovarsi a ridosso del fronte, ma la popolazione rimase in paese fino al 18 maggio 1916 - data in cui l'esercito austriaco tentò con la Strafexpedition di invadere il Veneto - quando dovette evacuare improvvisamente, portando con sé solo poche cose e spostandosi in pianura a Montegalda e Longare. Il ritorno al paese distrutto avvenne nella primavera del 1919 e subito cominciò la difficile opera di ricostruzione e di recupero, seguita ancora da lunghi anni di miseria e di emigrazione, in particolare verso Sudafrica, Argentina, Brasile e Australia. Fu - stando a quanto scriveva nel 1981 don Pietro Ruaro parroco di Laghi - un esodo di grandi dimensioni, mai interrotto nell'arco di mezzo secolo; infatti "nel 1922 l'anagrafe parrocchiale contava circa 1300 persone residenti, mentre nel 1985 in tutte le parrocchie, comprendente anche una frazione di Arsiero, ne sono rimaste circa 230 effettive".
Come nella prima guerra mondiale, anche durante la seconda Laghi diede il suo contributo di sangue: dopo l'8 settembre tutta la montagna divenne zona partigiana, esposta a terribili rappresaglie dei tedeschi, che non esitavano a fucilare chi li ostacolava e ad incendiare casolari e contrade, come avvenne anche a Laghi.
Alla fine del conflitto ripresero le speranze, ma ancora una volta l'unica risorsa fu l'emigrazione, spesso clandestina, verso i paesi d'Europa dove era già in atto la ricostruzione, verso le Americhe e l'Australia; solo una piccola parte della popolazione giovane rimase in paese.

### Simboli
Lo stemma e il gonfalone sono stati concessi con decreto del presidente della Repubblica del 12 ottobre 1993.
Lo stemma si può blasonare troncato: nel primo di rosso, al toro furioso di nero, accompagnato da quattro stelle d'oro, a otto raggi, poste nei cantoni del campo; nel secondo di nero, a due rotelle di azzurro, fluttuose d'argento, ordinate in fascia.
Il toro rampante è simbolo del lavoro nei campi; i due cerchi corrispondono ai due laghetti che hanno dato il nome a Laghi.
Il gonfalone è un drappo troncato di azzurro e di giallo.

## Monumenti e luoghi d'interesse

### Architetture religiose

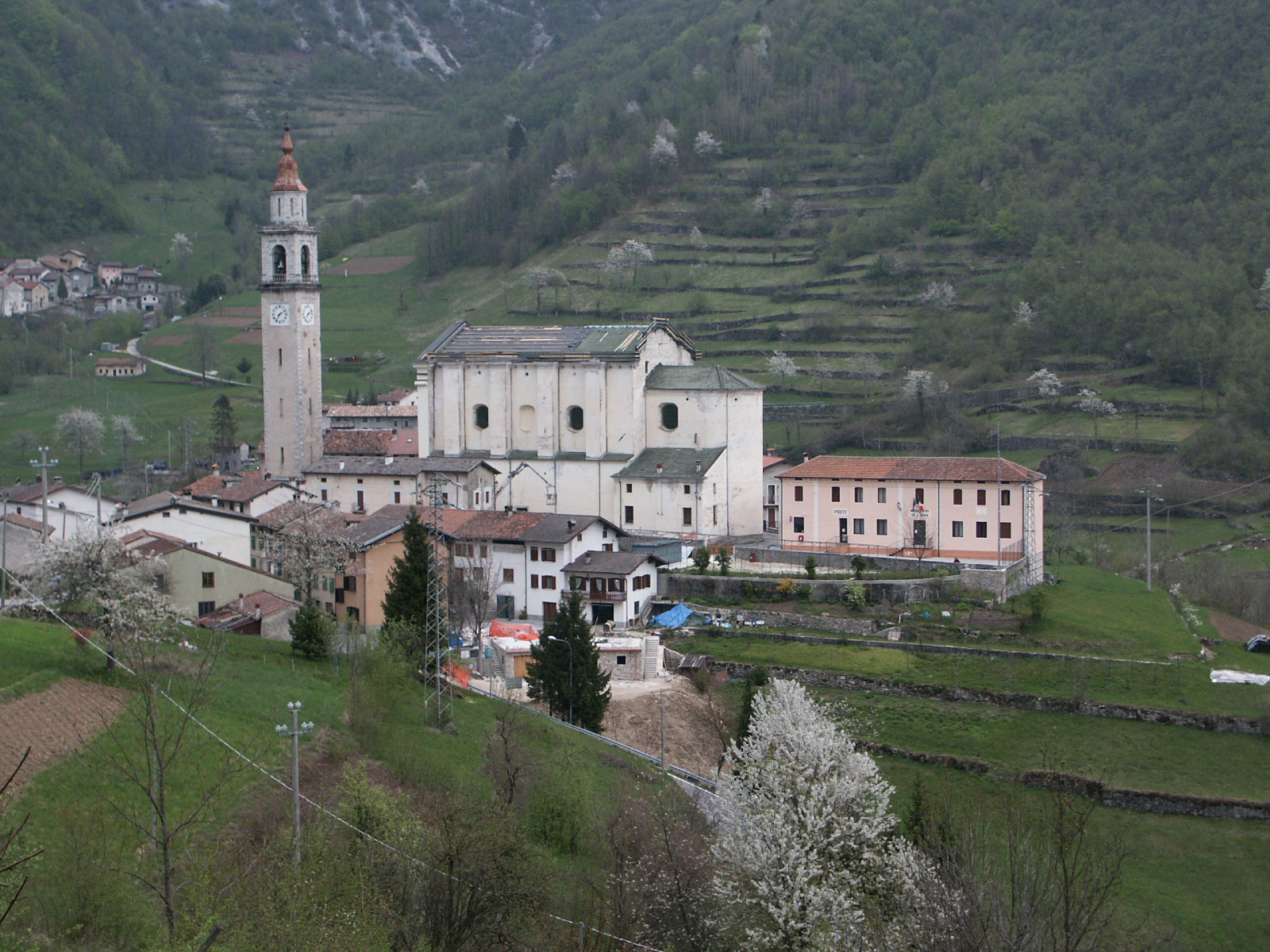
Chiesa di San Barnaba e municipio

Chiesa di San Barnaba, a Laghi
Ricordata in un documento del 1658, in cui si dice già edificata da tempo, aveva allora tre altari. Prima dipendente dalla chiesa di San Giorgio di Velo, divenne autonoma nell'aprile del 1665 e subito eretta a parrocchiale; fu consacrata nel 1753, come ricorda una lapide. Fu demolita e ricostruita con cinque altari nel 1803, poi riconsacrata il 24 maggio 1812. Fu ricostruita per la terza volta dopo la grande guerra con lavoro gratuito e materiali delle famiglie. È a una sola navata, sobria nello stile, con tre altari. Fra le opere degne di nota, all'interno il "Cristo mutilato di Laghi" e il pregevole organo.
Oratorio di San Valentino, a Cavallaro
Con campanile contemporaneo alla chiesa di Laghi, restaurato nel 1972.

### Paesaggio
Il Comune è formato da tante piccole contrade e casolari solitari distribuiti nel fondovalle o aggrappate e gravitanti tutte su Laghi, centro modesto ma ridente, stretto attorno alla chiesa, a specchio dei due minuscoli laghi che con altri due scomparsi qualche secolo fa, hanno dato il nome al paese. Accanto agli edifici recenti si ritrovano costruzioni interessanti come la canonica, o quelle tipiche con il volto e la scala esterna che chiudono la piazza della chiesa.
Spesso le contrade sorgono ai piedi di montagne o hanno per sfondo scenari stupendi, come Molini, Menara o Cavallaro, che è l'unica frazione del comune, le cui contrade sorgono lungo i fianchi sud di monte Maio ed hanno come sfondo il massiccio del Pasubio.
Sotto l'aspetto escursionistico
- Da Molini, testimonianza dell'antica e dura attività silvo-pastorale, salgono numerosi sentieri: verso il Rifugio Coe, per la Val Gusella e per malga Campoluzzo di Mezzo; al M. Maggio, per Val Laghetto oppure per la Val Scura o per la Val Dritta e Baita Bisele.
- Da Laghi per Contrà Berta (m. 772) e Contrà Ossati (m. 796) si può scendere a Posina; oppure salire a monte Majo (m. 1499).

## Società

### Evoluzione demografica
Abitanti censiti

## Cultura

### Istruzione
A Laghi non esistono scuole né biblioteca.

### Eventi
- 14 febbraio - Festa di San Valentino
- Seconda domenica di luglio - Sagra Patronale
- Terza domenica di luglio - Festa sul monte Maggio
- Ultimo sabato di luglio  - Commemorazione all'ex Cimitero Militare Austro-ungarico di Molini
- Periodo dell'Avvento - Mercatini di Natale

## Economia
Un tempo l'economia della zona era tutta basata sull'agricoltura e le attività di trasformazione. Le terre migliori erano coltivate a fieno, a sorgo e a patate, prodotto che qui trovava l'ambiente ideale per crescere asciutto e saporito come in pochi altri luoghi del Vicentino; nei luoghi in costiera cresceva bene anche la vite e si coltivava tabacco, segala e il frumento. Gli allevamenti di bovini erano - negli anni trenta del Novecento - oltre un centinaio, con tre caseifici locali per la produzione del formaggio. Anche lo sfruttamento dei boschi, con il taglio della legna sia da costruzione e arredamento sia come combustibile, era una delle attività principali del paese. Modesta era invece l'attività artigianale.
La costante emigrazione, durata fino agli anni settanta ma ancora attuale per i giovani, ha ridotto e anzi eliminato quasi del tutto queste attività. Rimane soltanto, nel periodo estivo, una discreta attività turistica.

## Geografia antropica

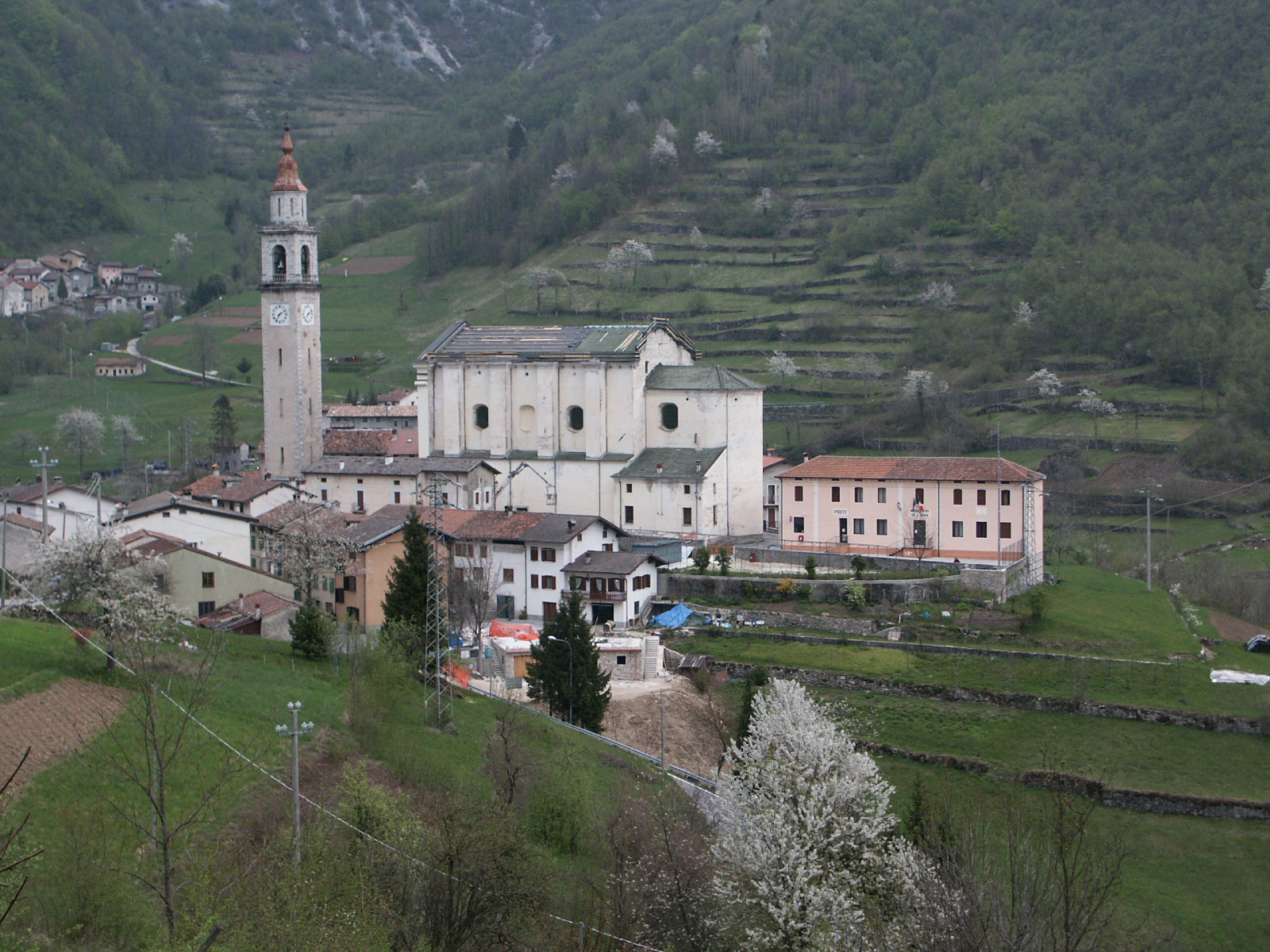
Vista panoramica

Oltre che sul capoluogo comunale, principale centro abitato, l'insediamento umano si basa (o, meglio, si basava dato lo spopolamento del comune) sulla presenza di piccoli villaggi sparsi, le cosiddette "contrade", alcune disabitate e abbandonate da tempo.
Sul fondo della valle del Ferro si contano:
- Peterlini, Lunardelli, Marogne: sulla destra della Zara e a valle di Laghi.
- Tretti e Menara: due centri contigui a nord di Laghi, all'inizio della val Scarabozza.
- Roteche e Galgara: a sud di Laghi, alle pendici dell'altopiano di Cavallaro.
- Lorenzi: a monte di Laghi, sulla riva destra del rio Molini-Gusella.
- Molini: secondo centro del comune, si trova a nord di laghi, alla sinistra del rio Molini-Gusella e all'imboccatura della valle del Laghetto.
- Vanzi: a monte di Lorenzi e all'inizio della val Dritta.

Sull'altopiano di Cavallaro, invece, si elencano: Berta, Cruzzi, Bragioli, Silvestri, Zanconi, Ossati, Chezzi e Laita.

## Amministrazione
| Periodo | Periodo   | Primo cittadino           | Partito                        | Carica               | Note   |
| ------- | --------- | ------------------------- | ------------------------------ | -------------------- | ------ |
| 1970    | 1975      | Espedito Res              | DC                             | Sindaco              |        |
| 1975    | 1980      | Elio Sartori              | DC                             | Sindaco              |        |
| 1980    | 1992      | Giovanni Antonio Sella    | DC                             | Sindaco              |        |
| 1995    | 1999      | Ferrulio Angelo Lorenzato | lista civica                   | Sindaco              |        |
| 1999    | 2009      | Giovanni Oliviero         | lista civica                   | Sindaco              |        |
| 2009    | 2019      | Ferrulio Angelo Lorenzato | lista civica                   | Sindaco              |        |
| 2019    | 2020      | Giovanni Antonio Sella    | lista civica Laghi             | Sindaco              | [ 15 ] |
| 2020    | 2021      | Ferrulio Angelo Lorenzato | lista civica Laghi             | Vicesindaco reggente |        |
| 2021    | in carica | Marco Lorenzato           | lista civica Insieme per Laghi | Sindaco              |        |